# Europsko prvenstvo u košarci za žene – Čehoslovačka 1956.
Europsko prvenstvo u košarci za žene 1956. godine održalo se u Češkoj u ČSSR-u 1956. godine.